# Anne Quérillac
Anne Quérillac est l'auteure d'un manuel de savoir vivre qui a connu une notoriété Entre-deux-guerres et d'un des 3 livres de cuisine du monde parus lors de l'exposition coloniale de 1931, ouvrant la gastronomie à sa première mondialisation.

## Biographie
Anne Chasseriaud (Rochefort-sur-Mer 1882), morte à Paris le 27 août 1975. Le 30 octobre 1903, à Rochefort-sur-Mer, mariage avec M. Jean Quérrillac. Ils eurent un fils : Jacques Quérillac. Son mari capitaine d'infanterie coloniale décède pendant la Première Guerre mondiale. Elle vécut en AOF puis à Paris. Elle tient la rubrique Mode ameublement et articles féminins de La Dépêche coloniale de novembre 1922 à octobre 1935.
Elle est secrétaire de l'Aide coloniale féminine (1931), membre de la Ligue maritime et d'Outre-Mer (1953).
Cuisine coloniale les bonnes recettes de Chloë Mondésir est un livre non numérisé relativement rare.

## Publications

### Livres
- Anne Quérillac et Pierre de Trévières, Manuel nouveau des usages mondains en France et à l'étranger. La tradition, la vie moderne. Paris, Stock  Delamain et Boutelleau, 275 pp. 1927[7].

- A. Quérillac [sans précision du prénom féminin], Cuisine coloniale les bonnes recettes de Chloë Mondésir, recueillies par A. Querillac. Paris, Société d'éditions géographiques, maritimes et coloniales, 287 pp. 1 janvier 1931.

### Articles de presse (sélection)
- Le travail des femmes. L'Action Nouvelle. 1932[10],
- Anne Quérillac de la Dépèche Coloniale et Maritime. Mme Cayla nous parle des œuvres d’assistance à Madagascar. Le Madécasse 25 janvier 1934[11],
- Yoyotte, cordon bleu guadeloupien, dans Minerva juillet 1934[12],
- L'origine des poissons et des éclipses, conte dahoméen. L'Enfant : organe des Sociétés protectrices de l'enfance, avril 1935[13],
- Des nouvelles de partout. Mœurs et coutumes indigènes pour l'heureuse naissance d'un petit Dahoméen, dans Minerva  janvier 1936[14],
- Abat-jour et boules de verre, Les arts de la femme :avril 1936[15],
- Musique et danse de l'Empire. Revue La Légion (La légion du combattant), aout 1941[16],

### Conférences et réunions
- Que faut-il penser des allures de la femme moderne? (cigarettes, sports, cheveux coupes, etc.). Janvier 1928[17]
- L'A.O.F.  à l’Agence des Territoires sous-mandat. Mai 1935

## Anthologie
- Anne Quérillac et Pierre de Trévières, Manuel nouveau des usages mondains en France et à l'étranger : la tradition, la vie moderne. Les usages mondins p. 42[18]

« Tenue et style des domestiques
Les domestiques, dans l'exercice de leurs fonctions, seront habillés simplement, mais en toute circonstance avec une correction, une netteté absolue qui sont l'indice de la bonne tenue d'une maison.
Le maître d'hôtel est, le matin, en veston et tablier, alors que le valet de pied est en gilet de livrée à manches et la femme de chambre en tablier de couleur fil à fil bleu ou rose par exemple. A déjeuner, habit, cravate noire et pantalon gris pour le maître d'hôtel, livrée au valet de chambre, tablier blanc à bavette orné de jours, broderies, dentelles, pour la femme de chambre. Le soir, le maître d'hôtel arbore l'habit à pantalon noir, la cravate blanche, les gants de fil blanc. 
Sous leur tablier, les bonnes sont généralement en noir, mais on ne peut leur imposer ce costume qu'en le leur fournissant. Elles suppriment le tablier blanc lorsqu'elles sortent en chapeau, à moins qu'elles n'accompagnent un très jeune enfant. »